# 虹影
虹影（1962年9月21日—），重慶人，女作家，诗人。曾就讀於北京魯迅文學院、上海復旦大學。1991年春以学生签证身份赴英國，同年与伦敦大学亚非学院任教的赵毅衡结婚。婚后做兼职模特，后开始文学创作。2006年左右，与赵毅衡离婚。后诞下女儿sybil，现居北京。

## 主要作品
- 《背叛之夏》
- 《饥饿的女儿》
- 《K》
- 《阿難》
- 《上海王》
- 《上海之死》
- 《神交者說》
- 《女子有行》
- 《孔雀的叫喊》
- 《鶴止步》
- 《綠袖子》
- 《好兒女花》
- 《那些絕代佳人》
- 《我這溫柔的廚娘》